# Pumenengo
Pumenengo (lombardul: Pümenèngh) település Olaszországban, Lombardia régióban, Bergamo megyében. Lakosainak száma 1696 fő (2023. január 1.). Pumenengo Fontanella, Torre Pallavicina, Calcio, Roccafranca és Rudiano községekkel határos.

## Népesség
A település lakossága az elmúlt években az alábbi módon változott:
| Lakosok száma | 1724 | 1715 | 1696 |
|               | 2017 | 2018 | 2023 |